# أولاد فكرون (سيدي موسى)
أولاد فكرون هي إحدى مشيخات المملكة المغربية، تتبع جغرافيا لإقليم قلعة السراغنة وإداريًا لسيدي موسى. يقدر عدد سكانها بـ 3053 نسمة حسب الإحصاء الرسمي للسكان والسكنى لسنة 2004.